# Филмова музика
Филмова музика е общ термин за музиката във филм, често разграничавана от отделните песни, използвани в него.
Терминът саундтрак често се бърка с филмова музика, въпреки че саундтракът може да включва песни, които могат да бъдат чути във филма или музика, която вече е била официално издавана, без те да бъдат част от филмовата музика. Филмовата музика се пише специално, за да съпътства продукта, и винаги се пише от композитор, нает за тази цел.
Всяко отделно парче от филмовата музика се нарича откъс и най-често е изпълнено от ансамбъл от музикални инструменти (най-често оркестър) и/или несамостоятелни вокални участия. От 1950-те години насам голяма част от филмовите музикални съпроводи са електронно осъществени или са хибриди между оркестър и електронни музикални инструменти. С навлизането на дигиталните технологии и аудио семплирането много нискобюджетни филми използват дигитални семпли, чрез които имитират реални инструменти.

## История
Преди ерата на звука във филмите, се правят значителни усилия кинопродукциите да бъдат съпроводени от подходящ музикален фон, който се осигурявал от щатен пианист, а в някои случаи дори от цели оркестри. Музикантите предварително получавали партитурите, които разучавали обстойно и след това изпълнявали по време на прожекциите. През 1914 започва да се пише специална филмова музика, която да съпровожда действието. Тази практика е подета от доста малко филмови компании и остава крайно пренебрегната до последните години на нямото кино. Повечето съпроводи по това време, с няколко изключения, включвали откъси от утвърдили се композитори (класически и съвременни), чиято музика не била предназначена за такива цели. Множество такива откъси оформяли каталози от филмова музика, които от своя страна се деляли на „настроения“ и жанрове.
В ерата на нямото кино немската кинематография заема изключително важна роля и де факто тя е първата, която започва да използва оригинална филмова музика в големи продукции. Филмите на Фриц Ланг „Нибелунгите“ (1924) и „Метрополис“ (1927) са придружени от оркестрална музика и лайтомотиви, написани от Готфрид Хуперц. Той написва и специални пиано версии, които да могат да бъдат свирени в по-малки киносалони. Филмите на Фридрих Мурнау „Носферату“ (1922 – музика на Ханс Ердман) и „Фауст – една немска легенда“ (1926 – музика на Вернер Рихард Хайман) също са съпроводени от специално за тях написана музика. Други филми на Мурнау, като „Последният човек“, съдържат комбинация от оригинални композиции и каталожна музика, които са подбрани според вижданията на композитора. Въпреки това в цялостен мащаб филмовата музика остава слабо развита и скъпа.
Първата филмова музика, записана изцяло от известен поп музикант, е към филма „Пат Гарет и Били Хлапето“ от певеца Боб Дилън. Албумът е приет хладно, а критиката е по-скоро сдържана. За първи път в историята на музиката и на киното се изпълнява такова смело за тези времена начинание, в което музиката се пише специално за филма, а не каквато е била практиката до този момент действието да се развива около предварително записани парчета (пр. Бийтълс с Yellow Submarine).

## Записване
Най-често, след като филмът е заснет или част от снимките са завършени, на композитора се предоставя възможността да види грубия вариант на филма или отделните заснети сцени и след това обсъжда с режисьора подробностите около същината на филмовата музика, сред които стил, теми, инструменти, колаборации, вариации и прочее. Все по-разпространена практика е режисьорът да говори с композитора още преди да започнат снимките за филма, за да му даде повече време за записи или за да може да нагоди точно определени сцени според музиката, която предстои да бъде написана. В някои случаи режисьорите осъществяват грубия монтаж с „временна“ музика, която представлява записани вече откъси, които са подобни на тези, които трябва да бъдат записани по поръчка.
Въпреки че повече композитори все още предпочитат да работят в естествена музикална среда, през последните години по ред причини се забелязва тенденция в увеличаване броя на музикантите, които записват в компютърно базирана обстановка. Това позволява на композитора и оркестратора да създават MIDI-базирани демо откъси и музикални теми, които се прослушват от главния снимачен екип преди да започнат финалните записи. Впоследствие някои филми биват премонтирани, за да има съответствие между музика и действие. Такива синхронизирани колаборации има между Годфри Реджио и композитора Филип Глас, които през годините съвместна работа постоянно нанасят промени върху творенията си, за да си съвпаднат. Друг такъв пример е тандемът Серджо Леоне и Енио Мориконе. Във филмите си „Добрият, лошият и злият“, „Имало едно време на Запад“ и „Имало едно време в Америка“ Леоне прави съществен монтаж, за да нагоди дадени сцени спрямо музиката на Мориконе, който предварително записва музиката месеци преди края на снимките. Още един известен пример е продукцията на Стивън Спилбърг „Извънземното“, чийто композитор е Джон Уилямс. Музиката на Уилям се оказва изключително трудна за синхронизиране с действието в определени сцени и затова Спилбърг го моли да презапише някои откъси, но без да се ръководи от картината, напълно свободно. След това режисьорът монтира повторно тези сцени, за да се напаснат с музиката.
Когато музиката се записва, оркестърът или ансамбълът от инструменталисти я изпълнява на живо, често под съпровода на диригент. Музикантите почти никога не се включват поименно във филмовия продукт или в музикалния албум, представени само чрез името на формацията и диригента. Всички музиканти и участници около осъществяването на записите подписват индивидуални договори, които не гарантират включване в екипа, работил по филма. Въпреки това през последните години във все повече филми започват да се използва общото наименование Hollywood Studio Symphony, което включва всички северноамерикански музиканти с договор. Това е осъществено след споразумението на голяма част от филмовите компании с Американската федерация на музикантите. Голяма част от филмовата музика се записва от неамерикански оркестри/формации, най-известните сред които Лондонският симфоничен оркестър, Пражкият филхармоничен оркестър (свирещ изцяло само филмова музика), Виенската филхармония, Берлинската филхармония и други.
Почти винаги оркестърът записва пред киноекран, на който върви целият филм или отделни редуващи се сцени, които предварително са записани с насочващи звукови ориентири, които подсказват на диригента темпото и метричността, които трябва да бъдат съобразени.
Филмите имат отделни музикални теми за важните герои, конкретни събития, идеи или предмети. Идеята за музикалните теми във филмите е взета от въвеждането от творчеството на Рихард Вагнер, който първи използва лайтмотиви. Тези теми се свирят в различни вариации според ситуацията, в която са поставени. Пример за това е музиката на Джон Уилямс към сагата „Междузвездни войни“ и богатството от музикални теми за отделните персонажи. Подобна техника е използвана и при създаването на музиката за трилогията „Властелинът на пръстените“, поредицата „Стар Трек“ и приключенската серия за Индиана Джоунс.
В повечето филми музиката е с продължителност между 40 и 120 минути. Все пак има и такива филмови продукции, в които има съвсем малко или никаква музика, а в други музиката свири почти непрестанно. Във филмовото течение Догма 95, музиката може да бъде само от явни източници като телевизор или радио. Такава музика е позната като „музика от източник“, защото тя идва от ясен и видим източник, на който може да се попречи да продължи да свири.
През 1983 е създадена организацията с идеална цел „Общество за съхраняване на филмовата музика“, чиято основна цел е да запази всички материали около създаването на филмова музика: ръкописи, чернови, документация, демо записи и оригинални записи, които са били отхвърлени и/или неизползвани. Ръкописите се съхраняват, за да може музиката да бъде изпълнявана по време на концерти или да се направят нови записи.

## Композитори
- Марк Айшам
- Анджело Бадаламенти
- Джон Бари
- Елмър Бърнстейн
- Картър Бъруел
- Франц Ваксман
- Филип Глас
- Джери Голдсмит
- Хари Грегсон-Уилямс
- Джон Дебни
- Майкъл Джакино
- Патрик Дойл
- Патрик Еделман
- Дани Елфман
- Морис Жар
- Майкъл Кеймън
- Чарли Клоузър
- Бил Конти
- Ерих Корнголд
- Алън Менкън
- Енио Мориконе
- Майкъл Ниман
- Алфред Нюман
- Томас Нюман
- Рейчъл Портман
- Базил Поулдорис
- Сергей Прокофиев
- Тревър Рабин
- Миклош Роса
- Нино Рота
- Алан Силвестри
- Макс Стайнер
- Дмитри Томкин
- Джеймс Нютън Хауърд
- Гейли Шоен
- Хауърд Шор
- Джон Уилямс
- Джеймс Хорнър
- Бърнард Хърман
- Ханс Цимер